# Steady Brook
Steady Brook is een gemeente (town) in de Canadese provincie Newfoundland en Labrador. De gemeente ligt aan de rivier Humber in het westen van het eiland Newfoundland.

## Geschiedenis
In 1953 werd het dorp een gemeente met de status van local government community (LGC). In 1980 werden LGC's op basis van The Municipalities Act als bestuursvorm afgeschaft. De gemeente werd daarop automatisch een community om via een algemene wet in 1996 uiteindelijk een town te worden.

## Geografie
Steady Brook ligt aan de zuidelijke oever van de rivier Humber op 4 km van de monding ervan in Humber Arm, de meest zuidelijke arm van de Bay of Islands. De plaats ligt te midden van de Long Range Mountains. Steady Brook ligt 5 km ten oosten van Corner Brook, de enige stad aan de westkust van Newfoundland, en maakt deel uit van de agglomeratie van die stad. 

## Economie
De economie van Steady Brook is voor een groot deel gebaseerd op het toerisme. De plaats heeft veel voordeel gehaald uit provinciale investeringen in het wintersportgebied Marble Mountain, dat aansluit op de dorpskern. De nabijgelegen Deer Lake Regional Airport en ligging aan de Trans-Canada Highway zorgen ook voor een goede bereikbaarheid. 

## Demografie
De voorbije decennia kende Steady Brook zowel periodes van demografische groei als van demografische neergang. Tussen 1991 en 2021 schommelde het inwoneraantal steeds rond de 400 à 450.
| Demografische ontwikkeling van Steady Brook tussen 1991 en 2021            |
| -------------------------------------------------------------------------- |
|                                                                            |
| Bron: Statistics Canada (1951–1986, 1991–1996, 2001–2006, 2011–2016, 2021) |

## Galerij

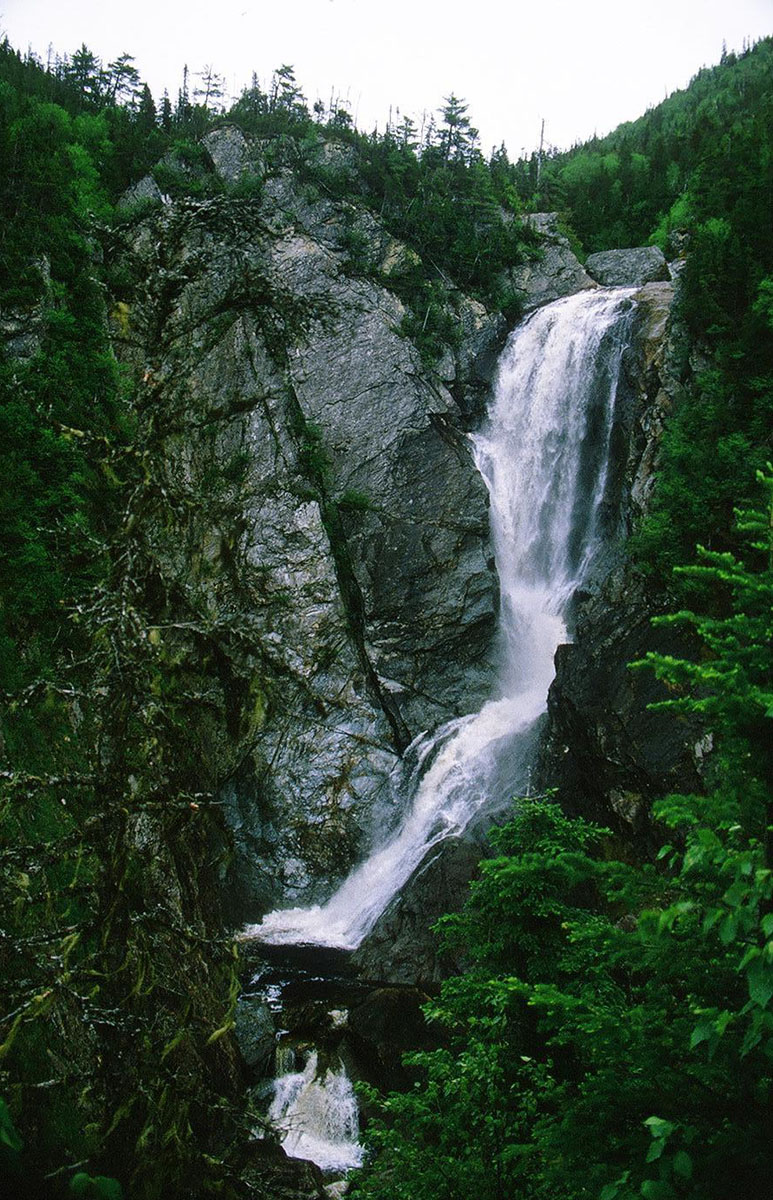
De 60 meter hoge Steady Brook-watervallen
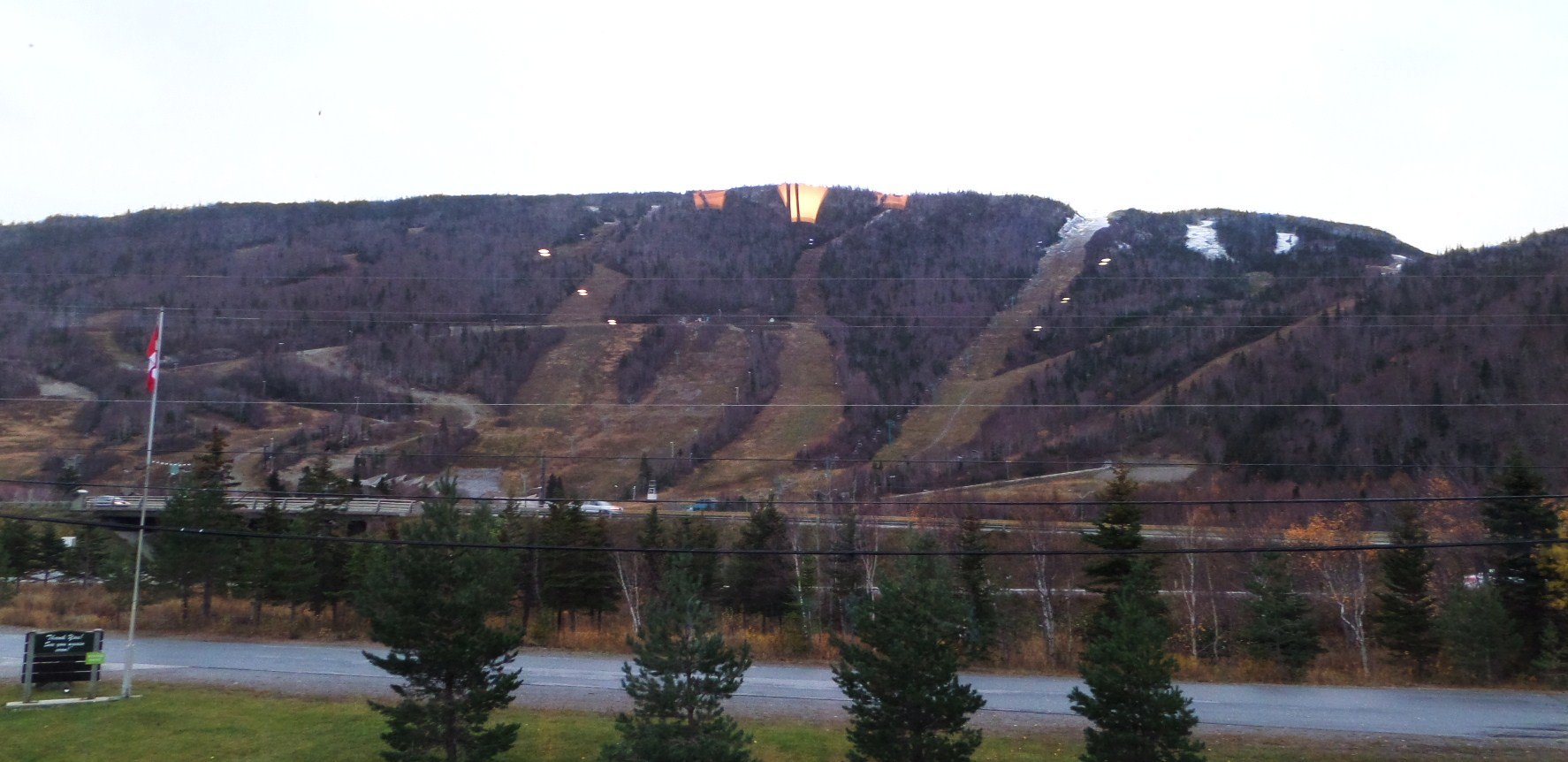
De skipistes tijdens de zomer